# Feketehasú tündérkolibri
A feketehasú tündérkolibri (Oreotrochilus melanogaster) a madarak osztályának sarlósfecske-alakúak (Apodiformes)  rendjébe és a kolibrifélék (Trochilidae) családjába tartozó faj.

## Rendszerezése
A fajt John Gould angol ornitológus írta le 1847-ben.

## Előfordulása
Dél-Amerika nyugati részén, az Andok hegységben, Peru területén honos. Természetes élőhelyei a szubtrópusi és trópusi magaslati füves puszták, valamint vidéki kertek és városi régiók.

## Megjelenése
Testhossza 14 centiméter.

## Természetvédelmi helyzete
Az elterjedési területe nagy, egyedszáma pedig stabil. A Természetvédelmi Világszövetség Vörös listáján nem fenyegetett fajként szerepel.